# Скоморохово (деревня, Грязовецкий район)
Скоморохово — деревня в Грязовецком районе Вологодской области.
Входит в состав Ростиловского муниципального образования, с точки зрения административно-территориального деления — в Ростиловский сельсовет.
Расстояние по автодороге до районного центра Грязовца — 14 км, до центра муниципального образования Ростилово — 7 км.
По данным переписи в 2002 году постоянного населения не было.